# Скиопарело I (Ливорно)
Скиопарело I је насеље у Италији у округу Ливорно, региону Тоскана.
Према процени из 2011. у насељу је живело 258 становника. Насеље се налази на надморској висини од 23 м.